# Lolita Lolo
Lolita Lolo is een single van James Lloyd. Het was zijn tweede hit in 1974. Het plaatje was in de week van 4 mei 1974 Lieveling bij Mi Amigo en haalde als gevolg daarvan de tweede plaats in de Joepie Top 50. Ze werd gestuit door In the still of the night van Jack Jersey.

## Hitnotering
Het hield het elf weken uit in de Belgische hitparade. In 2012 is nog nauwelijks iets bekend van de single.

### BelgischeBRT Top 30
| Hitnotering: 25-5-1974 t/m | Hitnotering: 25-5-1974 t/m | Hitnotering: 25-5-1974 t/m | Hitnotering: 25-5-1974 t/m | Hitnotering: 25-5-1974 t/m | Hitnotering: 25-5-1974 t/m | Hitnotering: 25-5-1974 t/m | Hitnotering: 25-5-1974 t/m | Hitnotering: 25-5-1974 t/m | Hitnotering: 25-5-1974 t/m | Hitnotering: 25-5-1974 t/m | Hitnotering: 25-5-1974 t/m | Hitnotering: 25-5-1974 t/m |
| Week:                      | 1                          | 2                          | 3                          | 4                          | 5                          | 6                          | 7                          | 8                          | 9                          | 10                         | 11                         |                            |
| -------------------------- | -------------------------- | -------------------------- | -------------------------- | -------------------------- | -------------------------- | -------------------------- | -------------------------- | -------------------------- | -------------------------- | -------------------------- | -------------------------- | -------------------------- |
| Positie:                   | 25                         | 8                          | 6                          | 7                          | 14                         | 8                          | 23                         | 10                         | 13                         | 21                         | 29                         | uit                        |